# Fremont (Wisconsin)
Fremont ist eine Gemeinde (mit dem Status „Village“) im Waupaca County im US-amerikanischen Bundesstaat Wisconsin. Im Jahr 2010 hatte Fremont 679 Einwohner.

## Geografie
Fremont liegt im nordöstlichen Zentrum Wisconsins, rund 40 km westnordwestlich des Lake Winnebago und rund 90 km südwestlich der Green Bay des Michigansees. Der Ort liegt am Südufer des Partridge Lake und beiderseits des den See durchfließenden Wolf River, der über den Fox River zum Einzugsgebiet der Green Bay des Michigansees gehört.
Die geografischen Koordinaten von Fremont sind 44°15′35″ nördlicher Breite und 88°51′53″ westlicher Länge. Das Gemeindegebiet erstreckt sich über eine Fläche von 3,11 km² und ist vollständig von der Town of Fremont umgeben, ohne dieser anzugehören. 
Nachbarorte von Fremont sind New London (23,4 km nordnordöstlich), Hortonville (25,4 km nordöstlich), Winneconne (30 km südöstlich) und Weyauwega (11,5 km nordwestlich).
Die nächstgelegenen größeren Städte sind Green Bay am Michigansee (83 km ostnordöstlich), Appleton (37,5 km östlich), Wisconsins größte Stadt Milwaukee (173 km südsüdöstlich), Chicago in Illinois (322 km in der gleichen Richtung), Wisconsins Hauptstadt Madison (168 km südsüdwestlich), Eau Claire (253 km westnordwestlich), die Twin Cities in Minnesota (383 km in der gleichen Richtung), Wausau (123 km nordwestlich), Duluth am Oberen See in Minnesota (481 km in der gleichen Richtung) und Sault Ste. Marie in der kanadischen Provinz Ontario (535 km nordöstlich, gegenüber von Sault Ste. Marie, Michigan).

## Verkehr
Der vierspurig ausgebaute U.S. Highway 10 bildet die südliche Umgehungsstraße von Fremont. Der Wisconsin State Highway 110 verläuft in West-Ost-Richtung als Hauptstraße durch das Zentrum von Fremont. Alle weiteren Straßen sind untergeordnete Landstraßen, teils unbefestigte Fahrwege sowie innerörtliche Verbindungsstraßen.
Mit dem Waupaca Municipal Airport befindet sich 22 km nordwestlich ein kleiner Flugplatz. Die nächsten Verkehrsflughäfen sind der Austin Straubel International Airport von Green Bay (75,2 km ostnordöstlich), der Outagamie County Regional Airport bei Appleton (32 km östlich) und der Central Wisconsin Airport bei Wausau (102 km nordwestlich).

## Bevölkerung
Nach der Volkszählung im Jahr 2010 lebten in Fremont 679 Menschen in 305 Haushalten. Die Bevölkerungsdichte betrug 218,3 Einwohner pro Quadratkilometer. In den 305 Haushalten lebten statistisch je 2,23 Personen. 
Ethnisch betrachtet setzte sich die Bevölkerung zusammen aus 98,7 Prozent Weißen, 0,1 Prozent (eine Person) Afroamerikanern, 0,4 Prozent Asiaten, 0,1 Prozent Polynesiern sowie 0,1 Prozent aus anderen ethnischen Gruppen; 0,4 Prozent stammten von zwei oder mehr Ethnien ab. Unabhängig von der ethnischen Zugehörigkeit waren 2,1 Prozent der Bevölkerung spanischer oder lateinamerikanischer Abstammung. 
20,8 Prozent der Bevölkerung waren unter 18 Jahre alt, 60,1 Prozent waren zwischen 18 und 64 und 19,1 Prozent waren 65 Jahre oder älter. 49,0 Prozent der Bevölkerung waren weiblich.
Das mittlere jährliche Einkommen eines Haushalts lag bei 46.818 USD. Das Pro-Kopf-Einkommen betrug 24.865 USD. 5,5 Prozent der Einwohner lebten unterhalb der Armutsgrenze.